# Osteocarpum
Osteocarpum é um género botânico pertencente à família Amaranthaceae.

## Espécies
- Osteocarpum acropterum
  - Osteocarpum acropterum var. acropterum
  - Osteocarpum acropterum var. deminutum
- Osteocarpum dipterocarpum
- Osteocarpum pentapterum
- Osteocarpum salsuginosum
- Osteocarpum scleropterum